# Kanton Eschwege
Der Kanton Eschwege war eine Verwaltungseinheit im Distrikt Eschwege des Departements der Werra im napoleonischen Königreich Westphalen. Hauptort des Kantons und Sitz des Friedensgerichts war der Ort Eschwege im heutigen hessischen Werra-Meißner-Kreis. Der Kanton umfasste nur die Stadt Eschwege.